# VK Minsk
VK Minsk est un club biélorusse de volley-ball fondé en 2006 et basé à Minsk qui évolue pour la saison 2019-2020 en Superliga.

## Palmarès
- Championnat de Biélorussie
  - Vainqueur : 2007, 2010, 2016[3]2017[4]2018[5]2019[6]2020
  - Finaliste : 2009, 2011, 2014, 2015.
- Coupe de Biélorussie[7]
  - Vainqueur : 2006, 2016, 2017, 2018, 2019.
- Coupe de la CEV
  - Finaliste : 2018[8]

## Effectifs

### Saison 2020-2021
| No                                                                                         | Nom                                                                                        | Date de naissance                                                                          | Taille                         | Poids                          | Poste                          |
| ------------------------------------------------------------------------------------------ | ------------------------------------------------------------------------------------------ | ------------------------------------------------------------------------------------------ | ------------------------------ | ------------------------------ | ------------------------------ |
| 1                                                                                          | Viktoryia Haniyeva                                                                         | 26 avril 1996                                                                              | 170                            | 60                             | Libero                         |
| 3                                                                                          | Nadzeya Stoliar                                                                            | 11 janvier 1996                                                                            | 182                            | 70                             | Centrale                       |
| 4                                                                                          | Anastasiya Kananovich                                                                      | 1er mai 1993                                                                               | 178                            | 73                             | Passeuse                       |
| 5                                                                                          | Viktoriya Sekretova                                                                        | 4 juin 1997                                                                                | 184                            |                                | Réceptionneuse-attaquante      |
| 6                                                                                          | Nadzeya Smirnova                                                                           | 14 décembre 1990                                                                           | 180                            | 75                             | Réceptionneuse-attaquante      |
| 7                                                                                          | Alena Fedarynchyk                                                                          | 3 juillet 1993                                                                             | 178                            | 65                             | Libero                         |
| 8                                                                                          | Ksenia Bondar                                                                              | 1er février 1990                                                                           | 190                            | 73                             | Réceptionneuse-attaquante      |
| 9                                                                                          | Nadzeya Vladyka                                                                            | 2 janvier 1992                                                                             | 190                            | 70                             | Centrale                       |
| 10                                                                                         | Marharyta Azizova                                                                          | 25 avril 1993                                                                              | 186                            | 73                             | Réceptionneuse-attaquante      |
| 15                                                                                         | Vladislava Prosolova                                                                       | 12 février 1999                                                                            | 186                            | 76                             | Réceptionneuse-attaquante      |
| 16                                                                                         | Anzhelika Barysevich                                                                       | 20 juillet 1995                                                                            | 194                            | 90                             | Centrale                       |
| 17                                                                                         | Anastasiya Shash                                                                           | 6 juin 1996                                                                                | 187                            | 73                             | Passeuse                       |
| 22                                                                                         | Hanna Kalinouskaya                                                                         | 17 mai 1985                                                                                | 190                            | 79                             | Centrale                       |
|                                                                                            |                                                                                            |                                                                                            |                                |                                |                                |
| Encadrement technique                                                                      | Encadrement technique                                                                      |                                                                                            | Légende                        | Légende                        | Légende                        |
| Entraîneur : Stanislav Salikov                                                             | Entraîneur : Stanislav Salikov                                                             | Entraîneur : Stanislav Salikov                                                             | : Capitaine                    | : Capitaine                    | : Capitaine                    |
| Entraîneur(s) adjoint(s) : Sergeï Kouznetsov Entraîneur(s) adjoint(s) : Aleksandr Maksimov | Entraîneur(s) adjoint(s) : Sergeï Kouznetsov Entraîneur(s) adjoint(s) : Aleksandr Maksimov | Entraîneur(s) adjoint(s) : Sergeï Kouznetsov Entraîneur(s) adjoint(s) : Aleksandr Maksimov | : Joueuse blessée actuellement | : Joueuse blessée actuellement | : Joueuse blessée actuellement |